# ديف ستين
ديف ستين هو منافس ألعاب قوى كندي، ولد في 14 نوفمبر 1949 في نيو ويستمينيستر في كندا.

## وصلات خارجية
- ديف ستين على موقع الاتحاد الدولي لألعاب القوى (الإنجليزية)
- ديف ستين على موقع الاتحاد الكندي لألعاب القوى (الإنجليزية)
- ديف ستين على موقع اللجنة الأولمبية الدولية (الإنجليزية)
- ديف ستين على موقع أوليمبيديا (الإنجليزية)
- ديف ستين على موقع اللجنة الأولمبية الكندية (الإنجليزية)
- ديف ستين على موقع اتحاد ألعاب الكومنولث (مؤرشف) (الإنجليزية)